# Sedulia
Sedulia is een geslacht van rechtvleugeligen uit de familie veldsprinkhanen (Acrididae). De wetenschappelijke naam van dit geslacht is voor het eerst geldig gepubliceerd in 1878 door Stål.

## Soorten
Het geslacht Sedulia omvat de volgende soorten:
- Sedulia perakensis Willemse, 1932
- Sedulia specularia Stål, 1875